# 潘鼎新
潘 鼎新（はん ていしん、Pān Dǐngxīn、1828年 - 1888年）は、清末の官僚。字は琴軒。安徽省廬江県広寒郷出身。後に肥西県三河に移った。
道光29年（1849年）に挙人となった。郷里で団練を組織し、太平天国の鎮圧に参加した。その軍は「鼎字営」と呼ばれ、曽国藩から戦いぶりについて賞賛を受けた。同治元年（1862年）に江蘇省常鎮通海道、按察使、布政使銜に就任、同治4年（1865年）に軍を率いて北上し山東省の捻軍を鎮圧し、山東布政使となった。同治13年（1874年）には雲南布政使となり、光緒2年（1876年）に巡撫に昇格するが雲貴総督劉長佑と合わず、翌3年（1877年）に中央に呼び戻された。
光緒9年（1883年）、ベトナムを巡ってフランスとの関係が緊張すると湖南巡撫として防衛を強化。翌10年（1884年）に清仏戦争が始まると広西巡撫としてランソン（諒山）に駐屯し、ドンマイ（屯梅）、コクトゥン（谷松）などの要衝に兵を置いた。しかし朝廷は徹底攻撃を主張せず和平を求めていて、李鴻章も「勝っても進むな、負ければ退け」と潘鼎新に密命を下していた。
光緒11年（1885年）1月、フランス軍の襲撃でランソンが陥落し、潘鼎新は広西省の龍州に退いて罪を請うたが、朝廷は功を立てることで罪を償うことを命じた。2月、フランス軍が中越国境の鎮南関を陥落させると奪回に向かい、蘇元春を先鋒として、鎮南関の奪回に成功した。フランス軍はヴァンユエン（文淵）から龍州へ攻撃を仕掛けたが、淮軍と鄂軍に迎撃させ撃退した。
3月に入ると馮子材ら諸将に命じて鎮南関からヴァンユエンを奇襲、フランス軍は3路に分かれて鎮南関に本格的な攻撃を仕掛けたが、2日間の戦闘の結果、フランス軍は壊滅した（鎮南関の戦い）。清軍は追撃にかかりヴァンユエンを攻略、潘鼎新は騎兵を率いてランソンを陥落させた。更に淮軍と鄂軍もドンマイ、コクトゥンを占領したが、朝廷は既に和平の意思を固めており、潘鼎新は解任された。「兄弟一軍帰故里、河山百戦送蛮夷」との悲歌を残している。